# Produs de unică folosință

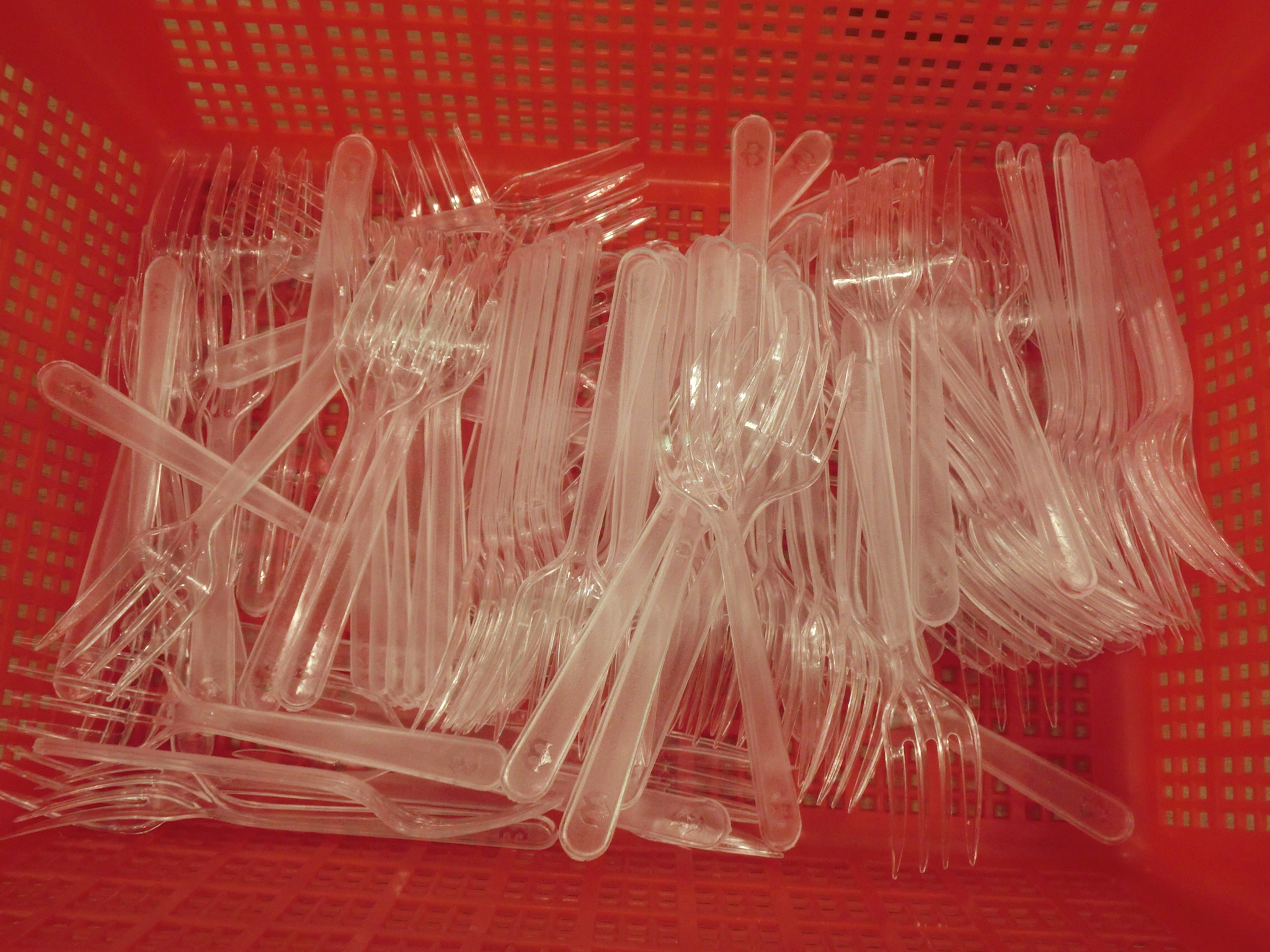
Furculițe de unică folosință

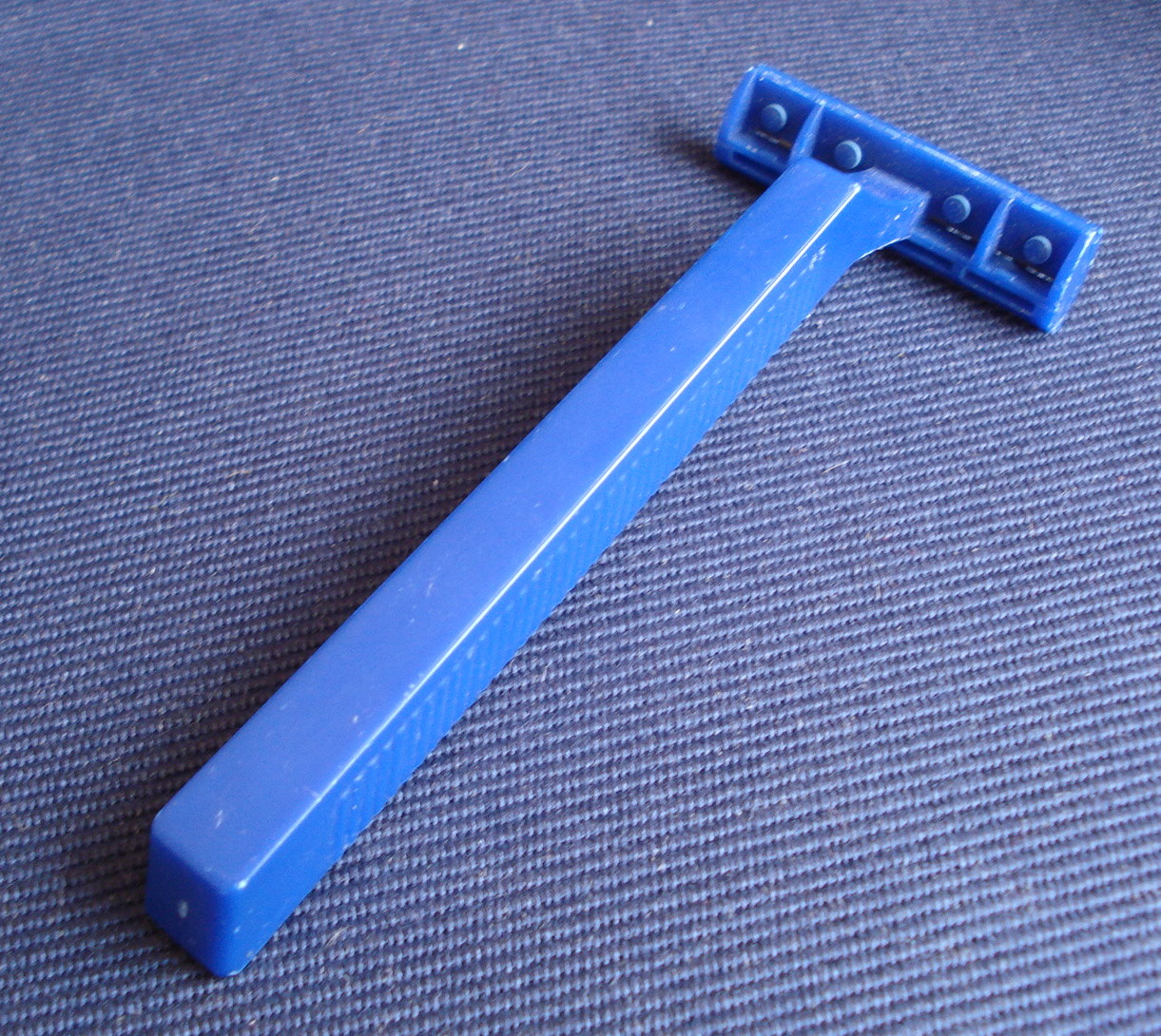
Un aparat de ras de unică folosință (din polistiren)

Un produs de unică folosință este un produs conceput pentru o singură utilizare, după care este reciclat sau eliminat ca deșeu solid. Termenul este, de asemenea, uneori utilizat pentru produsele care pot dura mai multe luni (de exemplu, filtrele de aer de unică folosință) pentru a distinge de produsele similare care durează pe termen nelimitat (de exemplu, filtrele de aer lavabile). Termenul „de unică folosință” nu trebuie confundat cu termenul „consumabil” care este utilizat pe scară largă în lumea mecanică. De exemplu, sudorii consideră că tijele de sudură, vârfurile, duzele, gazul etc. sunt „consumabile”, deoarece durează doar o anumită perioadă de timp înainte de a fi nevoie să fie înlocuite. Consumabilele sunt necesare pentru ca un proces să aibă loc, cum ar fi cerneala pentru imprimare și tijele de sudură pentru sudare, în timp ce produsele de unică folosință sunt articole care pot fi aruncate după ce se deteriorează sau când nu mai sunt utile.